# Brent Spiner
Brent Jay Spiner (/ spaɪnər /, 2 de febrero de 1949) es un actor estadounidense, más conocido por su interpretación del androide Data en la serie de televisión Star Trek: The Next Generation y cuatro películas posteriores. Sus interpretaciones de Data en Star Trek: Primer Contacto y del Dr. Brackish Okun en la película Independence Day, ambas de 1996, le valieron una nominación a los Premios Saturn y el Premio Saturn respectivamente. 
También ha desarrollado su carrera en el teatro y como músico.

## Primeros años
Nació 2 de febrero de 1949 en Houston, Texas, hijo de Sylvia y Jack Spiner, quien era dueño de una tienda de muebles. Después de la muerte de su padre, Spiner fue adoptado por el segundo marido de Sylvia, Sol Mintz, cuyo apellido utilizó entre 1955 y 1975. Asistió a la Escuela Secundaria Bellaire, Bellaire, Texas. Se desempeñó en el equipo de Bellaire Speech, ganando el campeonato nacional de interpretación dramática. Asistió a la Universidad de Houston, donde actuó en el teatro local. 

## Carrera

### Primeros trabajos
Spiner se trasladó a Nueva York, donde se convirtió en actor de teatro, actuando en varias obras en Broadway y Off-Broadway, incluyendo Los tres mosqueteros y Domingo en el parque con George de Stephen Sondheim. Tuvo un papel secundario sin parlamento en la película Recuerdos, con cartel como "fan en el lobby", el de la Polaroid. 
Apareció como técnico de medios en Los Defensores, un segundo episodio de la temporada de la serie de cable Showtime The Paper Chase. En 1984, se mudó a Los Ángeles, apareciendo en varios pilotos y películas hechas para televisión. Interpretó un personaje recurrente en Night Court, Bob Wheeler, patriarca de una familia rural. En 1986, interpretó a un alma condenada en "Dead Run", un episodio de la efímera nueva versión de la serie de Rod Serling The Twilight Zone, en la CBS. Hizo dos apariciones en la tercera temporada (1986) de la comedia de situaciones Mama's Family, interpretando dos papeles diferentes. Su primer y único protagónico fue en la película Rent Control (1984). En el episodio de Cheers "Never Love a Goalie, Part II,", interpretó a un sospechoso de asesinato absuelto llamado Bill Grand. Spiner también tuvo un papel en un episodio de Tales from the Darkside, "A Case of the Stubborns", como un sacerdote que experimenta una crisis de fe. Interpretó a Jim Stevens en la película para TV "Manhunt for Claude Dallas". 

## Star Trek
En 1987, Spiner comenzó a interpretar al teniente comandante Data en Star Trek: The Next Generation, que contó con siete temporadas y cuatro largometrajes. El papel le duraría quince años. Como personaje principal, apareció en todos menos uno de la serie de 178 episodios; el único episodio en que no apareció fue "Familia". Repitió su papel en las películas derivadas de la serie, a saber: Star Trek Generations (1994), Star Trek: Primer contacto (1996), Star Trek: insurrección (1998) y Star Trek: némesis (2002). Aunque catalogado como la película final para el elenco de TNG, el final ambiguo de "Star Trek: némesis" sugiere un posible retorno de Data. Sin embargo, Spiner ha opinado que es demasiado viejo para seguir haciendo el papel, ya que incluye una "inocencia infantil" que Spiner ya no puede exhibir con credibilidad, dado que su aparición había comenzado a perder esa cualidad al tiempo de filmar su última película de Star Trek. Además de la serie y las películas, fue actor de voz para su personaje en varios videojuegos de Star Trek, como Star Trek Generations, Star Trek: The Next Generation - A Final Unity, Star Trek: Hidden Evil y Star Trek: Bridge Commander.
En la cuarta temporada de la serie Star Trek Enterprise, interpretó el personaje del Doctor Arik Soong en un arco de tiempo narrativo que ocupó tres capítulos 80, 81 y 82. Retomó su papel de Data, después de 18 años, en el primer capítulo de Star Trek: Picard.

## Álbum
En 1991, grabó un álbum de clásicos del pop de 1940 titulado Ol 'Yellow Eyes Is Back, cuyo título era una alusión a las lentes de contacto amarillas que Spiner usaba como el personaje de Data, jugando con el título de un disco de Frank Sinatra, "Ol' Blue Eyes is Back". En 199, regresó a Broadway, interpretando a John Adams en la nueva versión del musical "1776" de la Roundabout Theatre Company. La producción fue nominada a un premio Tony y se lanzó un disco grabado en vivo de esta nueva versión de la obra.

## Después deStar Trek
Spiner ha aparecido en las series de televisión Juegos Mortales, Dream On, Frasier, Friends, Gárgolas, Law & Order: Criminal Intent, Mad About You y The Outer Limits. En las series The Big Bang Theory y Joey realizó apariciones como él mismo. Ha actuado en las películas The Aviator, Dude, Where's My Car?, I Am Sam, Independence Day, The Master of Disguise, Out to Sea, Phenomenon, The Ponder Heart y South Park: Bigger, Longer & Uncut. Sus apariciones en películas para televisión durante este período incluyen el papel de Stromboli en el musical del 2000 Geppetto, y el papel de mánager y confidente de Dorothy Dandridge, Earl Mills, en la producción de HBO Introducing Dorothy Dandridge. 
En 2004, regresó a Star Trek cuando apareció como el Dr. Arik Soong, un antepasado del creador de Data Dr. Noonien Soong, a quien también interpretó en una historia de tres episodios de Star Trek: Enterprise: "Borderland," "Cold Station 12" y "The Augments.". También retomó brevemente el papel de Data para la serie, con un bolo de voz en el final de Enterprise "These Are the Voyages....". Spiner fue actor invitado en Friends, interpretando a un hombre que entrevista a Rachel para Gucci, y más tarde tuvo un bolo interpretándose a sí mismo en la serie derivada de Friends, Joey. 
En 2005, Spiner apareció en una serie de ciencia ficción efímera llamada "Threshold", que fue levantada en noviembre de ese año después de 13 episodios. En 2006 apareció en la comedia de largo metraje Material Girls, con Hilary y Haylie Duff. 
Durante la décima temporada de la comedia de situaciones Frasier, en el episodio  "Lilith Needs a Favor", hizo dos breves apariciones como pasajero de avión junto a la exmujer de Frasier Crane, Lilith Sternin. 
En marzo de 2008, actuó junto a Maude Maggart en el programa de radio/musical, Dreamland, que fue lanzado como un álbum en CD. 
En 2008, Spiner interpretó al Dr. Strom en la parodia de largo metraje Superhero Movie. En febrero de 2009, interpretó a William Quint en "The Juror # 6 Job", un episodio de la serie Leverage, en un episodio dirigido por su coprotagonista de TNG, Jonathan Frakes. Ese mismo año, se interpretó a sí mismo en un papel de voz en el episodio de Family Guy, "Not All Dogs Go to Heaven". 
En 2010, Spiner y su compañero de Star Trek: The Next Generation LeVar Burton aparecieron en la cobertura de TWiT.tv del Consumer Electronics Show. 
En abril de 2011 empezó el protagónico de Fresh Hell, una serie de comedia para la web en la que interpreta a una versión de sí mismo, tratando recomponer su carrera después de haber quedado fuera del mundo de la telebisión.
Apareció como el Dr. Kern el 12 de septiembre de 2011 en el episodio del programa del canal Syfy  "Alphas" titulado "Blind Spot". En octubre de 2011, apareció como él mismo en el episodio "The Russian Rocket Reaction" (13 de octubre de 2011) de The Big Bang Theory. Al día siguiente de su aparición como invitado en The Big Bang Theory, se anunció que Spiner sería actor invitado en el episodio de Young Justice "Revelation", como la voz del Joker. Spiner también ha sido actor invitado en el programa Warehouse 13 del canal Syfy, interpretando a Brother Adrian en la tercera y cuarta temporada. En el séptimo episodio de la cuarta temporada, el personaje de Pete Lattimer se refiere jocosamente a otro personaje que es obsesivamente pulcro, como el Commander Data.
En el 2016 trabajo en The Blacklist una serie de televisión estadounidense de género dramático creada por Jon Bokenkamp y protagonizada por James Spader, Megan Boone, Diego Klattenhoff y Ryan Eggold, en la que interpreta a "El Arquitecto", cuyo nombre real se desconoce, es un genio criminal a sueldo que planea, construye y ejecuta lo que se anuncia como "el crimen perfecto". 

El sitio web de Spiner es therealbrentspiner.com. Escogió ese nombre de dominio porque alguien compró el de brentspiner.com antes de que él mismo pudiera hacerlo, y no estaba dispuesto a pagar la suma que sus propietarios exigían por él, que Spiner llama "inflada".

## Vida personal
Spiner es vegetariano. Es padrino del hijo de su compañera de reparto de Star Trek, Gates McFadden. 